# Lucyna Śliwa
Lucyna Elżbieta Śliwa (ur. 1964) – polska lichenolożka, profesor nauk biologicznych.

## Życiorys
Ukończyła studia biologiczne na Uniwersytecie Jagiellońskim w 1987 roku. Habilitowała się 26 czerwca 1996 roku w dziedzinie nauk biologicznych na podstawie pracy Antropogeniczne przemiany lichenoflory Beskidu Sądeckiego na Uniwersytecie Jagiellońskim. 7 stycznia 2014 roku uzyskała tytuł profesora nauk biologicznych. Pracowała w Instytucie Botaniki Uniwersytetu Jagiellońskiego. Jest zatrudniona jako dyrektor w Instytucie Botaniki im. Władysława Szafera Polskiej Akademii Nauk. Brała udział w organizacji polskich naukowych wydarzeń lichenologicznych, m.in. Warsztatów Lichenologicznych: XVIII Międzynarodowego Zjazdu Lichenologów Polskich (2003),  „Porosty Parku Narodowego Podil’skie Tovtry na Ukrainie” (2004), I Międzynarodowej Konferencji „Porosty Karpat – stan poznania i perspektywy badań” (2007), Seminarium Sekcji Lichenologicznej (2006, 2010).

## Publikacje
Jej specjalności to: lichenoindykacja, lichenologia, taksonomia grzybów zlichenizowanych. Zajmuje się m.in. systematyką porostów, zwłaszcza z rodziny misecznicowatych, bioróżnorodnością oraz chorologią porostów w obszarach górskich Europy i obu Ameryk.

### Wybrane publikacje
- Antropogeniczne przemiany lichenoflory Beskidu Sądeckiego = Anthropogenic changes in the lichen flora of the Beskid Sądecki Mts. (Southern Poland)  (1998)[6]
- Lichenoindykacja zmian środowiska naturalnego Beskidu Sądeckiego = The use of lichens for estimation of environmental changes in the Beskid Sądecki Mts. (Southern Poland) (2000)[7]
- Porosty rezerwatu "Prządki" koło Krosna (Pogórze Dynowskie) = Lichens of the Prządki nature reserve near Krosno (Pogórze Dynowskie foothills, Carpathans) (współautorka: Beata Krzewicka; 2000)[8]
- The Polish lichenological bibliography for 1982-2016 = Polska bibliografia lichenologiczna za lata 1982-2016 (współautor: Wiesław Fałtynowicz; 2017)[9]